# Hàng không năm 1928
Đây là danh sách các sự kiện hàng không nổi bật xảy ra trong năm 1928:

## Các sự kiện

### Tháng 1
- 6 tháng 1-8 - Trung úy Christian Schilt thực hiện 10 chuyến bay trên một chiếc O2U Corsair để rút các lính thủy đánh bộ bị thương từ cuộc bao vây làng ở Quilali, Nicaragua. Anh ta được trao tặng Huy chương Danh dự.

### Tháng 2
- 7 tháng 2 - Bert Hinkler rời Croydon trên một chiếc Avro Avian, cố gắng thực hiện chuyến bay một mình đầu tiên từ Anh đến Australia. Anh đến Darwin vào 22 tháng 2.
- 12 tháng 2 - Tiểu thư Mary Hearth rời Cape Town trên một chiếc Avro Avian, trong một cố gắng thực hiện chuyến bay một mình đầu tiên do phụ nữ lái từ in Nam Phi đến Anh. Cô đến Croydon vào 17 tháng 5.

### Tháng 3
- 30 tháng 3 - Mario di Bernardi lập một kỷ lục thế giới về tốc độ mới - đạt 300 mph (483 km/h). Anh ta bay trên một chiếc Macchi M.52bis.

### Tháng 4
- 13 tháng 4 - Chuyến bay không dừng đầu tiên xuyên Đại Tây Dương từ Đông sang Tây, được thực hiện bởi Hermann Köhl,  Bá tước Gunther von Hunefeld, và thiếu tá James Fitzmaurice trên một chiếc Junkers W.33 có tên gọi là Bremen.

### Tháng 5
- 15 tháng 5 - John Flynn tổ chức đơn vị có tên gọi là Cục bác sĩ Không quân Hoàng gia Australia tại Cloncurry, Queensland, sử dụng một chiếc de Havilland DH.50. Đơn vị này sẽ đưa những công tác y tế đến nhưng vùng xa xôi hẻo lánh ở Australian.
- 23 tháng 5 - Umberto Nobile ra lệnh cho khí cầu Italia thực hiện một chuyến bay định mệnh qua Bắc Cực. Khí cầu đã va chạm khi nó trở về, và Roald Amundsen đã chết khi cứu những người gặp nạn.

### Tháng 6
- 9 tháng 6 - Charles Kingsford Smith và các thành viên khác thực hiện chuyến bay đầu tiên bay xuyên qua Thái Binh Dương trên chiếc Fokker F.VIIb-3m Southern Cross. Họ rờiOakland, California vào 31 tháng 5 và đến Brisbane bay ngang qua Honolulu và Fiji. Chuyến bay mất 83 giờ.
- 11 tháng 6 - Tại Wasserkuppe, Alexander Lippisch chế tạo chiếc máy bay Ente, nó trở thành máy bay đầu tiên bay với động cơ rocket.
- 12 tháng 6 - Emilio Carranza va chạm ở cánh đồng thông ở New Jersey trong khi trở về từ quãng đường bay New York City đến Mexico City trong một chuyến bay có tích chất thiện ý.
- 17 tháng 6 - Amelia Earhart trở thành người phụ nữ đầu tiên bay qua Đại Tây Dương.

### Tháng 8
- Báo Daily Mail trang bị một chiếc de Havilland DH.61 để sử dụng như một văn phòng báo chí di động. Nó mang một phòng tráng ảnh và một chiếc xe mô tô.

### Tháng 9
- 18 tháng 9 - Don Juan de la Cierva bay trên một chiếc Cierva C.8 (máy bay tự lên thẳng) từ Croydon, Anh, đến Le Bourget, Pháp, thự hiện chuyến bay đầu tiên xuyên qua Kênh đào Anh trên một máy bay cánh quạt.

### Tháng 10
- 11 tháng 10 - Khí cầu Zeppelin Graf Zeppelin bay qua Đại Tây Dương trong 71 giờ.

### Tháng 12
- 12 tháng 12 - Máy bay thuộc Không quân Hoàng gia, những chiếc Vickers Victoria đã di tản người Anh ra khỏi Kabul.
- 19 tháng 12 - Harold Pitcairn bay trên chiếc máy bay tự lên thẳng đầu tiên của anh ta.

## Chuyến bay đầu tiên

### Tháng 3
- 5 tháng 3 - Beardmore Inflexible

### Tháng 5
- Sikorsky S-38

### Tháng 12
- 7 tháng 12 - De Havilland Hawk Moth

## Bắt đầu hoạt động

### Tháng 5
- Junkers G.31 trong hãng hàng không Lufthansa